# Leurophyllum
Leurophyllum is een geslacht van rechtvleugeligen uit de familie sabelsprinkhanen (Tettigoniidae). De wetenschappelijke naam van dit geslacht is voor het eerst geldig gepubliceerd in 1906 door Kirby.

## Soorten
Het geslacht Leurophyllum omvat de volgende soorten:
- Leurophyllum albidovenosum Beier, 1954
- Leurophyllum angustixiphum Brunner von Wattenwyl, 1895
- Leurophyllum annulicorne Walker, 1871
- Leurophyllum brevicauda Beier, 1954
- Leurophyllum brevixiphum Brunner von Wattenwyl, 1895
- Leurophyllum consanguineum Serville, 1838
- Leurophyllum granulatum Beier, 1954
- Leurophyllum luridum Brunner von Wattenwyl, 1895
- Leurophyllum modestum Bruner, 1906
- Leurophyllum tenebrosum Brunner von Wattenwyl, 1895
- Leurophyllum unicolor Brunner von Wattenwyl, 1895
- Leurophyllum vulturinum De Geer, 1773